# هنري في. بوينتون
هنري في. بوينتون (بالإنجليزية: Henry V. Boynton)‏ هو عسكري أمريكي، ولد في 22 يونيو 1835 في West Stockbridge, Massachusetts ‏ في الولايات المتحدة، وتوفي في 3 يونيو 1905 في اتلانتيك سيتي في الولايات المتحدة.